# Brachypogon kraussi
Brachypogon kraussi är en tvåvingeart som beskrevs av Eileen D. Grogan och Wirth 1981. Brachypogon kraussi ingår i släktet Brachypogon och familjen svidknott. Inga underarter finns listade i Catalogue of Life.